# Panorpa acuminata
Panorpa acuminata är en näbbsländeart som beskrevs av George W. Byers 1993. Panorpa acuminata ingår i släktet Panorpa och familjen skorpionsländor. Inga underarter finns listade i Catalogue of Life.